# WrestleMania XXIV
WrestleMania XXIV è stata la ventiquattresima edizione dell'omonimo evento in pay-per-view, prodotto dalla World Wrestling Entertainment. Si è tenuto il 30 marzo 2008 al Citrus Bowl di Orlando, prima WrestleMania a svolgersi nello stato della Florida. È stata inoltre la seconda edizione a tenersi in uno stadio all'aperto, come già successo con WrestleMania IX.
Nei cinque giorni prima dell'evento la WWE e la città di Orlando hanno dato vita a diverse manifestazioni nella regione centrale della Florida per dare risalto allo show. La Commissione sportiva della Florida Centrale ha stimato che WrestleMania XXIV porterà nelle casse locali circa 25 milioni di dollari con la creazione di diversi posti di lavoro e l'arrivo in città di circa 60.000 spettatori dell'evento. I biglietti sono stati messi in vendita il 3 novembre 2007; di questi, 41.000 sono stati venduti in trenta minuti, trasformando WrestleMania XXIV nell'evento con il maggior incasso nella storia del Citrus Bowl.
La tagline ufficiale di WrestleMania XXIV è "The Biggest WrestleMania Under the Sun", le theme song sono Snow (Hey Oh) dei Red Hot Chili Peppers e Light It Up dei Rev Theory. America the Beautiful, canzone introduttiva di ogni edizione del pay-per-view, è stata cantata da John Legend.

## Produzione

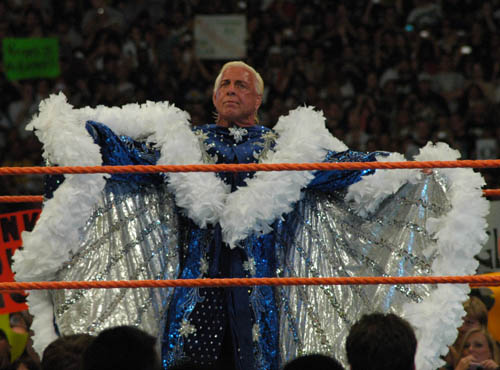
Ric Flair esegue la sua ultima entrata a Wrestlemania XXIV

Per permettere all'evento di andare avanti anche in caso di pioggia, la WWE ha fatto realizzare una copertura in metallo per il ring. La progettazione del set iniziò intorno alla metà del 2007 e la sua costruzione nel mese di marzo 2008. Circa 100 persone hanno lavorato 16 ore al giorno per costruire la struttura; i lavori sono stati completati il 29 marzo. Diverse strade sono state chiuse al traffico per permettere ai camion di trasportare fino allo stadio l'equipaggiamento necessario. Le travi di acciaio della struttura sono state realizzate su misura in Belgio e trasportate via mare ad Orlando. Sette generatori sono stati utilizzati per produrre la corrente necessaria allo svolgimento dello show.
Il ring è stato montato all'altezza della linea delle 50 yard per garantire migliore visibilità al pubblico; l'intero campo di gioco è stato ricoperto con pannelli di plastica dura in modo da proteggere il suolo e permettere il montaggio delle strutture necessarie. Una sorta di mini città di poco più di dodici km quadrati da utilizzare come area backstage è stata costruita all'esterno del lato nord dello stadio. Come conseguenza di ciò, W. Church Street è rimasta chiusa al traffico fino al giorno dopo l'evento.
WrestleMania XXIV è stata la prima WrestleMania ad essere filmata in alta definizione e sarà il primo show della WWE ad essere commercializzato su Blu-ray Disc.

## Storyline

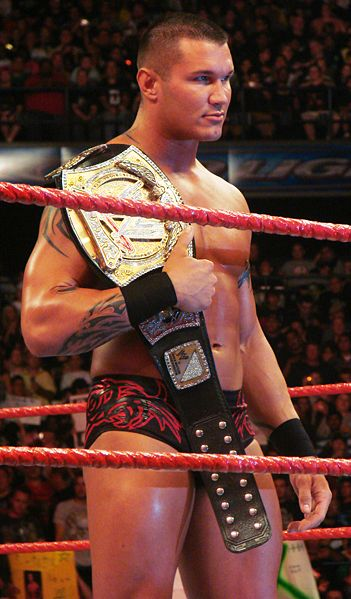
Randy Orton dovette difendere il WWE Championship contro Triple H e John Cena in un Triple Threat match a WrestleMania XXIV

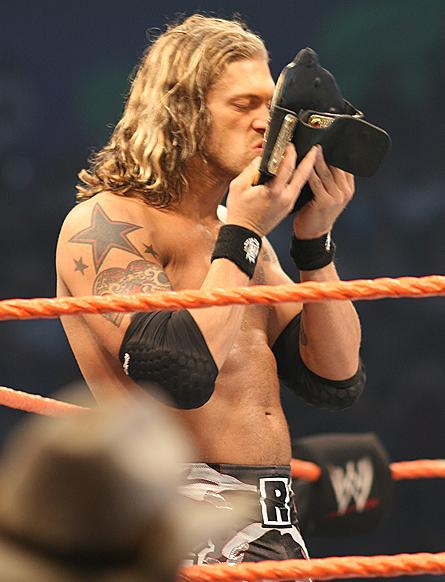
Edge dovette difendere il World Heavyweight Championship contro The Undertaker a WrestleMania XXIV

Il 17 febbraio, a No Way Out, John Cena, vincitore del Royal Rumble match, affrontò il campione Randy Orton per il WWE Championship ma vinse il match solamente per squalifica (e senza, quindi, conquistare il titolo). La sera stessa, Triple H trionfò in un Elimination Chamber match che comprendeva anche Shawn Michaels, Jeff Hardy, Chris Jericho, John "Bradshaw" Layfield e Umaga, diventando così il primo sfidante al WWE Championship di Orton per WrestleMania XXIV. Nella puntata di Raw del 18 febbraio Cena, dopo essersi lamentato per come era stato sconfitto la sera prima, ottenne dal general manager dello show, William Regal, un match non titolato contro Orton in cui se avesse vinto, sarebbe stato aggiunto al match di WrestleMania tra Triple H e Orton stesso. Poco dopo, Cena riuscì a battere Orton e fu dunque aggiunto all'incontro, che diventò un Triple Theat match con in palio la cintura.
A No Way Out, The Undertaker vinse un Elimination Chamber match che comprendeva anche Batista, Finlay, Big Daddy V, The Great Khali e lo United States Champion Montel Vontavious Porter, diventando così lo sfidante al World Heavyweight Championship di Edge per WrestleMania XXIV.
A No Way Out, Big Show fece il suo ritorno in WWE dopo più di un anno d'assenza, attaccando Rey Mysterio dopo che questi venne sconfitto dal World Heavyweight Champion Edge, confermando dunque il suo turn heel. Pochi attimi dopo, il pugile Floyd Mayweather (presente tra il pubblico) salvò Mysterio dall'attacco di Big Show, colpendo poi quest'ultimo con un gancio destro al viso, aprendogli una vistosa ferita alla fronte. Nella puntata di Raw del 18 febbraio, Big Show sfidò quindi Mayweather ad un match per WrestleMania XXIV; con questi che poi accettò. Successivamente, l'incontro tra i due fu modificato in un No Disqualification match.
Dopo aver vinto diversi incontri, come impostogli da Vince McMahon, per evitare il ritiro dal mondo del wrestling, Ric Flair sfidò Shawn Michaels ad un match per WrestleMania XXIV durante la puntata di Raw del 25 febbraio. Successivamente, dopo aver accettato con riluttanza tale sfida, fu sancito un Career Threatening match tra i due per WrestleMania in cui se Flair avesse perso, sarebbe stato costretto al ritiro.
Nella puntata di Raw del 18 febbraio fu annunciato che a WrestleMania XXIV si sarebbe tenuto l'annuale Money in the Bank Ladder match, il cui vincitore avrebbe poi ottenuto un incontro per uno dei tre titoli mondiali della federazione (il WWE Championship di Raw, il World Heavyweight Championship di SmackDown o l'ECW Championship della ECW) in un qualsiasi luogo e momento nell'arco di un anno. Più avanti, la sera stessa, l'Intercontinental Champion Jeff Hardy e Mr. Kennedy furono i primi due partecipanti a qualificarsi per l'incontro dopo che avevano rispettivamente sconfitto Snitsky e Val Venis. Nella puntata di SmackDown del 25 febbraio, Shelton Benjamin si qualificò dopo aver sconfitto Jimmy Wang Yang. Nella puntata di Raw del 25 febbraio si qualificò Chris Jericho, sconfiggendo Jeff Hardy. Nella puntata di Raw del 3 marzo, Carlito si qualificò dopo aver sconfitto Cody Rhodes. In un house show di SmackDown, tenutosi l'8 marzo, si qualificò lo United States Champion Montel Vontavious Porter dopo che sconfisse Jamie Noble. Nella puntata di ECW dell'11 marzo, CM Punk si qualificò per l'incontro dopo aver sconfitto Big Daddy V per count-out. Nella puntata di Raw del 10 marzo, dopo aver perso l'Intercontinental Championship a favore di Chris Jericho, Jeff Hardy fu tuttavia rimosso dal Money in the Bank Ladder match a causa di una sospensione impostagli dalla WWE (legit), avvenuta in seguito alla violazione della Wellness Policy. Nella puntata di SmackDown del 14 marzo, John Morrison fu l'ultimo partecipante a qualificarsi dopo che sconfisse The Miz.
Nella puntata di Raw del 18 febbraio, John "Bradshaw" Layfield interferì nello Steel Cage match tra Hornswoggle e Vince McMahon, attaccando poi brutalmente sia Hornswoggle stesso che Finlay, il quale si era rivelato essere il vero padre (kayfabe) del midget al posto di McMahon. Un Belfast Brawl match tra JBL e Finlay fu poi sancito per WrestleMania XXIV.
Nella puntata di Raw del 24 marzo, Ashley interferì durante il match tra Maria e Melina per agevolare la vittoria della prima; tuttavia, subito dopo, Ashley, Maria e Jerry "The King" Lawler furono sconfitti dalla Women's Champion Beth Phoenix, Melina e Santino Marella in un Mixed Tag Team match. Un Playboy BunnyMania Lumberjill match tra Ashley e Maria contro Beth e Melina fu poi sancito per WrestleMania XXIV.
Per Wrestlemania XXIV fu inoltre annunciato un match interpromozionale tra Batista (del roster di SmackDown) e Umaga (del roster di Raw) per determinare il "miglior brand" presente in WWE e, successivamente, un Battle Royal match per determinare il primo sfidante all'ECW Championship di Chavo Guerrero, il cui vincitore avrebbe poi ottenuto un match per il titolo da disputarsi la sera stessa.

## Evento
Prima della messa in onda del pay-per-view, Kane vinse un battle royal match dopo aver eliminato per ultimo Mark Henry, ottenendo così un match per l'ECW Championship di Chavo Guerrero da disputarsi la sera stessa.
L'evento fu poi introdotto dall'esibizione dal vivo di John Legend, che cantò l'inno America the Beautiful.

### Match preliminari
L'opener della serata fu il belfast brawl match tra Finlay e John "Bradshaw" Layfield. L'incontro iniziò fuori dal ring, dove Finlay gettò JBL contro dei gradoni d'acciaio. JBL si portò poi in vantaggio dopo che colpì violentemente Finlay con un bidone dell'immondizia, un coperchio e un vassoio di metallo. JBL tentò poi una powerbomb sui gradoni, ma Finlay contrattaccò con un back body drop, colpendolo poi ripetutamente con il vassoio. Dopo che si liberò dallo schienamento, JBL atterrò Finlay con un big boot, salvo venir poi colpito dallo shillelagh di quest'ultimo, che sfruttò una distrazione di Hornswoggle. Finlay tentò poi un suicide dive verso l'esterno del quadrato, però JBL lo colpì in mezz'aria con il coperchio, evitando la manovra. JBL attaccò poi Hornswoggle col bidone, ma fu poi lanciato attraverso un tavolo, posto all'angolo del ring, per mano di Finlay. Dopo aver bloccato il conteggio sul due, JBL colpì Finlay con una kendo stick per poi eseguire su di lui la Clothesline from Hell, schienandolo per vincere il match.
Poco dopo, andò in scena il money in the bank ladder match fra Carlito, l'Intercontinental Champion Chris Jericho, CM Punk, John Morrison, lo United States Champion Montel Vontavious Porter, Mr. Kennedy e Shelton Benjamin. L'incontro iniziò con MVP che colpì i restanti partecipanti con una scala, salvo venir poi colpito, a sua volta, da Jericho con un'altra scala. Dopo aver attaccato Jericho, Morrison eseguì un moonsault dalla terza corda, tenendo una scala tra le mani, atterrando sopra gli altri contendenti all'esterno del ring. Dopo un batti e ribatti, Benjamin eseguì un sunset flip powerbomb dalla scala ai danni di Kennedy, il quale colpì a sua volta Morrison con un superplex dalla cima di essa. Dopo aver colpito Benjamin con la GTS, Punk tentò di staccare la valigetta, ma fu fermato da Kennedy, che lo schiantò sopra una scala grazie all'esecuzione della JFK. Successivamente, Benjamin iniziò la scalata solitaria, però Carlito e Kennedy lo fecero cadere dalla cima di essa, schiantandolo malamente attraverso un'altra scala, posta a cavalcioni tra l'apron ring e la balaustra. Jericho e Morrison iniziarono poi a battagliare sulla sommità della scala, col primo che applicò la Walls of Jericho sul secondo sulla cima di essa. Pochi attimi dopo, Kennedy eseguì il Mic Check su Punk dalla cima della scala, mentre Carlito colpì Jericho col Backstabber, eseguito da un'altra scala ravvicinata. MVP si trovò poi favorevolmente da solo, ma fu atterrato a sorpresa dal rientrante Matt Hardy con la Twist of Fate, eseguita dalla cima della scala. Dopo un batti e ribatti fra i partecipanti, Carlito provò a staccare la valigetta, però venne bloccato da Kennedy, il quale lo gettò contro un'altra scala. Punk attaccò poi Kennedy con la scala, salvo venir poi colpito dal Codebreaker di Jericho. Dopo uno scambio di colpi tra i due sulla sommità della scala, Punk incastrò la gamba di Jericho tra gli staggi di essa, staccando poi la valigetta per vincere il match.
Il terzo match fu tra Batista e Umaga. Durante le fasi iniziali, entrambi si portarono in vantaggio l'un l'altro sfruttando la rispettiva forza. Umaga eseguì poi uno spinning heel kick su Batista, colpendolo anche con un superkick sull'apron ring. Dopo aver controllato gran parte della contesa, Umaga tentò un diving headbutt dalla terza corda, ma Batista evitò la manovra, facendolo schiantare al tappeto. Umaga tornò tuttavia in controllo ed eseguì un samoan drop ai danni di Batista, con quest'ultimo che si liberò dallo schienamento al conto di due. Umaga provò in seguito l'esecuzione del Samoan Spike, ma Batista lo bloccò e lo atterrò con uno spinebuster. Batista eseguì poi la Batista Bomb su Umaga e lo schienò per vincere l'incontro.
Il match successivo fu per l'ECW Championship tra il campione Chavo Guerrero e lo sfidante Kane. Dopo essere apparso a sorpresa da sotto il ring, Kane eseguì la Chokeslam su Guerrero e lo schienò per conquistare il titolo in appena undici secondi.

### Match principali
Il quinto incontro dell'evento fu il career threatening match tra Ric Flair e Shawn Michaels, in cui il primo, in caso di sconfitta, si sarebbe dovuto ritirare. Dopo un avvincente batti e ribatti iniziale, Flair provò ad applicare la figure-four leglock su Michaels, ma quest'ultimo lo gettò fuori dal ring. Pochi attimi dopo, Michaels si lanciò dalle corde con un moonsault verso l'esterno del quadrato, però Flair si spostò, facendolo schiantare malamente attraverso un tavolo dei commentatori. Flair si portò dunque in vantaggio, colpendo Michaels con diverse varianti del suplex, che non furono tuttavia abbastanza per ottenere la vittoria. Michaels reagì in seguito con un neckbreaker, eseguendo poi con successo un moonsault dalla terza corda ai danni di Flair, atterrandolo fuori dal ring. Dopo uno scambio di colpi, Michaels eseguì un flying forearm smash e il diving elbow drop dalla terza corda, tentando poi la Sweet Chin Music, la quale venne però rovesciata da Flair nella figure-four leglock. Liberatosi dalla presa, Michaels fu ripetutamente colpito alle gambe da Flair, che applicò nuovamente la manovra di sottomissione, da cui lo stesso Michaels evase ancora una volta dopo aver toccato le corde. Michaels eseguì poi all'improvviso la Sweet Chin Music su Flair, con quest'ultimo che si liberò dallo schienamento al conteggio di due. Poco dopo, Flair sorprese Michaels con un colpo basso non visto dall'arbitro, ottenendo però solamente un conto di due. Michaels intrappolò a sua volta Flair all'interno della figure-four leglock, ma questi, sfruttando una distrazione dell'arbitro, uscì dalla presa dopo aver infilato due dita negli occhi di Michaels stesso. Dopo un batti e batti, Michaels colpì Flair con altre due Sweet Chin Music, schienandolo per vincere l'incontro e porre fine alla sua carriera nel ring.
Poco dopo, Ashley e Maria affrontarono Melina e la Women's Champion Beth Phoenix in un lumberjill match. Dopo un batti e ribatti tra le quattro, Santino Marella interruppe lo schienamento di Maria su Melina, salvo venir poi colpito con un pugno dal commentatore Jerry Lawler. Ciò permise alla Phoenix di eseguire un fisherman suplex su Maria per schienarla e vincere l'incontro insieme a Melina. Al termine del match, il rapper Snoop Dogg colpì Marella con una clothesline, festeggiando poi accanto a Maria e Ashley.
Il settimo incontro fu il triple threat match valevole per il WWE Championship tra il campione Randy Orton, John Cena e Triple H. Dopo pochi secondi, Orton colpì Triple H al volto con la cintura, salvo poi subire un suplex da parte di Cena. In seguito, Cena si caricò entrambi sulle spalle per tentare la F-U, ma fallì dopo che Triple H atterrò sia lui che Orton con una clothesline. Poco dopo, Triple H si caricò Cena sulle spalle per provare l'esecuzione di un electric chair drop, però Orton li colpì con un diving crossbody dalla terza corda. Orton eseguì un hangman ddt sull'apron ring sia ai danni di Cena che di Triple H e tentò di schienarli, ma questi ultimi si liberarono al conto di due. Dopo aver eseguito l'RKO su Triple H, Orton venne rinchiuso nella STFU di Cena, ma riuscì comunque a liberarsi dalla presa toccando le corde del ring. Pochi istanti dopo, Cena applicò nuovamente la STFU su Orton, però Triple H ruppe la presa e lo lanciò contro dei gradoni d'acciaio all'esterno del quadrato. Dopo essersi ripreso, Cena colpì Triple H con la protobomb e il five knuckle shuffle, salvo venir poi atterrato dallo spinebuster di quest'ultimo. Dopo aver contrattaccato un tentativo di F-U, Triple H eseguì il Pedigree su Cena, ma, nel momento in cui stava per schienarlo, fu colpito all'improvviso dal punt kick di Orton, il quale schienò a sua volta Cena per vincere l'incontro e mantenere il titolo.
In seguito, andò in scena il no disqualification match tra Big Show e Floyd Mayweather. Nelle fasi iniziali, Mayweather sfruttò il proprio repertorio da pugile per colpire Big Show con varie combinazioni di pugni, facendolo tentennare. Poco dopo, Mayweather applicò una sleeper hold su Big Show, ma questi si liberò e lo gettò violentemente al tappeto, prendendo le redini della contesa, colpendolo poi con delle forti chop all'angolo. Dopo aver subìto una sidewalk slam, Mayweather fu soccorso dalle sue guardie del corpo, presenti a bordo ring, le quali tentarono di portarlo nel backstage, però Big Show glielo impedì e li attaccò, riportando sul quadrato il pugile. Pochi istanti dopo, una guardia colpì Big Show alle spalle con una sedia, salvo venir poi atterrata da una Chokeslam di quest'ultimo. Ciò permise a Mayweather di attaccare ripetutamente Big Show con la sedia e di sorprenderlo con un colpo basso. Mayweather utilizzò poi un tirapugni per colpire Big Show con un gancio destro al volto, impendendogli di rimettersi in piedi entro il conteggio di dieci dell'arbitro per vincere dunque l'incontro per KO tecnico.
Il main event fu il match per il World Heavyweight Championship tra il campione Edge e lo sfidante The Undertaker. Dopo un batti e ribatti iniziale, Undertaker colpì Edge con una flying clothesline e lo schienò, ma quest'ultimo si liberò al conteggio di due. Poco dopo, Edge eseguì un neckbreaker e una spear sull'apron ring ai danni di Undertaker per poi tentare un attacco aereo dalla terza corda, ma questi contrattaccò e lo fece cadere malamente fuori dal quadrato. Undertaker atterrò poi Edge in corsa con un suicide dive verso l'esterno del ring. Dopo aver eseguito il guillotine leg drop, Undertaker tentò la Last Ride, però Edge evitò la manovra e lo colpì con un big boot, che valse solamente un conto di due. Dopo averlo schiantato sopra una balaustra con un back suplex, Edge applicò un boston crab su Undertaker, con quest'ultimo che riuscì tuttavia ad evadere dalla presa. Dopo uno scambio di colpi, Undertaker provò l'esecuzione della Chokeslam, ma Edge rovesciò la mossa nella Edgecution, la quale valse solo un conto di due. Pochi istanti dopo, Undertaker contrattaccò la spear di Edge e lo schiantò al tappeto con la Chokeslam, che non fu tuttavia abbastanza per ottenere la vittoria. Undertaker tentò dunque la old school dalle corde, però Edge evitò la manovra e lo atterrò con un superplex dal paletto. Dopo essere stato colpito dalla Last Ride di Undertaker, Edge sventò un tentativo di Tombstone Piledriver, contrattaccando la mossa con un sitout neckbreaker. Dopo che l'arbitro fu messo inavvertitamente KO, Edge eseguì un inverted ddt ai danni di Undertaker, per poi sorprenderlo con un colpo basso. Edge colpì Undertaker al volto con una telecamera, salvo venir poi atterrato dal Tombstone Piledriver di quest'ultimo. Un altro arbitro corse sul ring per sostituire il precedente, ma Edge si liberò incredibilmente dallo schienamento al conteggio di due. Subito dopo, Curt Hawkins e Zack Ryder tentarono di interferire in favore di Edge, ma vennero colpiti entrambi dalla Chokeslam di Undertaker. Ciò permise tuttavia ad Edge di eseguire la spear su Undertaker e schienarlo, ma questi evase al conto di due. Edge eseguì quindi un'altra spear su Undertaker, ma, mentre stava per effettuare lo schienamento, quest'ultimo lo rinchiuse all'improvviso nella Hell's Gate e lo forzò alla sottomissione per vincere l'incontro e conquistare il titolo dei pesi massimi per la seconda volta.

## Risultati
| #    | Incontri                                                                                        | Stipulazioni                                                                | Durata |
| ---- | ----------------------------------------------------------------------------------------------- | --------------------------------------------------------------------------- | ------ |
| Dark | Kane ha vinto eliminando per ultimo Mark Henry                                                  | Battle royal per determinare il primo sfidante all'ECW Championship         | 06:22  |
| 1    | John "Bradshaw" Layfield ha sconfitto Finlay (con Hornswoggle)                                  | Belfast brawl                                                               | 08:43  |
| 2    | CM Punk ha sconfitto Carlito, Chris Jericho, John Morrison, MVP, Mr. Kennedy e Shelton Benjamin | Money in the bank ladder match                                              | 15:12  |
| 3    | Batista ha sconfitto Umaga                                                                      | Single match                                                                | 07:03  |
| 4    | Kane ha sconfitto Chavo Guerrero (c)                                                            | Single match per l'ECW Championship                                         | 00:11  |
| 5    | Shawn Michaels ha sconfitto Ric Flair                                                           | Single match Se Ric Flair avesse perso, sarebbe stato costretto a ritirarsi | 20:34  |
| 6    | Beth Phoenix e Melina (con Santino Marella) hanno sconfitto Ashley e Maria                      | Tag team lumberjill match                                                   | 05:00  |
| 7    | Randy Orton (c) ha sconfitto John Cena e Triple H                                               | Triple threat match per il WWE Championship                                 | 14:10  |
| 8    | Floyd Mayweather ha sconfitto Big Show per KO tecnico                                           | No disqualification match                                                   | 11:40  |
| 9    | The Undertaker ha sconfitto Edge (c) per sottomissione                                          | Single match per il World Heavyweight Championship                          | 23:46  |